# Smeh v džungli
Smeh v džungli je avtobiografija pisatelja Louisa Adamiča, ki je izšla v angleščini pod naslovom Laughing in the jungle: The autobiography of an immigrant in America leta 1932. Avtor pripoveduje o svojem odhodu iz slovenske vasi Blato pri Grosupljem v Ameriko. Roman kronološko popisuje dogodke med letoma 1913 in 1929. V slovenščini je roman izšel prvič leta 1933 in drugič 1983.
Ameriške ocene romana so bile v večji meri pozitivne. Roman portretira Združene države Amerike v 1910-ih in 1920-ih letih. Je odličen vir za preučevalce urbane, delavske, socialne, kulturne in politične zgodovine Združenih držav v prvih desetletjih dvajsetega stoletja. Edino negativno oceno je podal Robert Cantwellom, ki je bil mnenja, da je Adamičev roman popačeno in neavtentično poročilo o Ameriki. 

## Uvodna beseda
Louisova mama je bila razumna, močna in pozitivna kmečka ženska. Nad Ameriko se je Louis navdušil ob pogovorih z izseljencem duhovnikom Petrom Molkom, ki se je v domovino vrnil na zdravljenje. Ameriko opisuje z metaforama džungle in gnoja, tj. stalnega pritoka priseljencev, ki skrbijo za njeno nenehno in nebrzdano rast. Leta 1928 si je pisatelj v dnevnik zapisal, da se je džungli najboljše smejati in da je človek ne sme vzeti preveč resno, štiri leta pozneje pa pravi, da je džungla že preveč grozljiva, da bi se ji človek lahko smejal. V Ameriki lahko preživijo le najsposobnejši. Ljudje, ki odstopajo od povprečja, pisatelja tudi najbolj zanimajo. 

## Zakaj sem prišel v Ameriko
Starši se z idejo o odhodu v ZSA sprva niso strinjali, saj so želeli, da bi postal duhovnik. Louis je obiskoval klasično gimnazijo v Ljubljani in z velikim užitkom je prebiral knjige, zlasti ameriške romane v slovenskem prevodu. V četrtem letniku se je spoprijateljil s sošolcem Jankom Radinom iz Trsta. Pridružila sta se skrivni dijaški organizaciji revolucionarnih jugoslovanskih nacionalistov. V demonstracijah je bil Janko ustreljen, Louis pa za tri dni zaprt. Janku je Ljubljana priredila veličasten pogreb. Louis je bil sprejet v jezuitsko šolo, a je starše prepričal, da gre v Ameriko. 
Z ladjo Niagara je odplul iz Le Havra v Franciji in na predzadnji decembrski dan leta 1913 priplul v New York.

## Zelenci
Srečanje s Stevom Radinom,  bratom pokojnega Janka. Amerika se Louisu zdi tuja in prostrana, preveva ga občutek, da se je odtujil od staršev. Na silvestrov večer se je spoznal z urednikom slovenskega Narodnega glasu, ki ga je zanimal ljubljanski protest, v katerem je bil, brez nasilnih dejanj, udeležen tudi Louis. Urednik mu je ponudil možnost, da napiše svoj prvi članek. Zaposlil se je na oddelku za razpošiljanje časopisa. 
V Evropi je izbruhnila vojna, Louis pa je napredoval v znanju angleščine, saj je veliko bral. Nastanjen je bil pri družini Zemlar in z Angelo razpravljal o knjigi The Jungle Uptona Sinclaira, ki je nanj naredila velik vtis. 
Steve Radin, ki je bil zaposlen v tovarni za avtomobilske prestave, je s sodelavci organiziral štrajk in bil odpuščen. Narodni glas je zašel v denarne zadrege in konec leta 1916 prenehal izhajati, tako da tudi Louis ostal brez dela.

## Križarska vojna
Louis je leta 1917 stopil v vojsko. Dodeljen je bil stotniji M, ki jo je vodil stotnik Blakelock, in postal pisar. Spoprijateljil se je z devetnajstletnim Loniejem Burtonom in čudaškim in redkobesednim Michaelom Kosko, ki je bil po narodnosti Čeh in je nosil velik klobuk. S Kosko, ki je bil šahovski mojster, sta igrala šah. Enota je odpotovala na fronto v Evropo. Vojake in civiliste je vznemirila epidemija španske gripe. Nemci so bili v vojni poraženi, Michael Koska je padel, Lonie Burton pa je bil ranjen.

## Dežela smeha
Januarja 1919 se je Louis iz Francije vrnil v Ameriko v taborišče Zachary Louis. Ko so polk demobilizirali, je postal uradnik v demobilizacijskih uradih. Deset mesecev je delal tudi v taboriščnem finančnem uradu. 
Ob branju Pearson's magazine je  naletel na novico o »veleizdajalcu Wilsonu«. Da bi slišal Wilsonov nagovor množice, je prosil za dopust in v St. Louisu naletel na predsednika. 
V New Yorku je sklenil obiskati Petra Molka. Službe je menjal vsake tri tedne. Nekega večera ga je na ulici nagovorila zanemarjena in zapita ženska in mu ponudila kosilo v okrepčevalnici. Po obroku ga je povabila k sebi v zapuščeno leseno stanovanjsko kasarno, da bi prespal. Ob odhodu mu je v žep potisnila nekaj denarja. 
Zopet je srečal Lonieja Burtona, vsega slabotnega in bolnega. V San Pedru pri Los Angelesu  se je udeležil shoda »wobblyjev« o industrijskem suženjstvu v ZDA. Dva časopisa sta začela s kampanjo, da bi našli zaposlitev za vse bivše vojake. Louis je dobil delo reporterja pri losangeleškem časniku. Med stavko se je seznanil z mnogimi člani sindikata industrijskih delavcev I. W. W. (Industrial Workers of the World), eden izmed njih je bil Jack Kipps. Govorilo se je, da je to fant, ki je umoril Woodrowa Wilsona. Izkazalo se je, da se je predsednik med Kippsovim obiskom zgrudil na tla, zato se je ljudem zdelo, da so wobblyji (člani sindikata I. W. W.) Wilsona umorili.

## Nekateri ljudje v Kaliforniji
V zadnjem delu avtobiografije se Louis spozna z Lenardom Podgornikom, v San Pedru pa s staro in bolno Hrvatico Milo Tanasich, ki mu je dvakrat na teden čistila stanovanje. Louis ji je pomagal z zdravili, vendar je kljub temu umrla. 
Nad Ameriko se avtor ne želi pritoževati. Sem je prišel predvsem zato, da bi jo izkusil in raziskal to veliko, veličastno in zabavno džunglo, polno protislovij.

## Komentarji in kritike
Pričujoča knjiga, ki ji je tudi prevajavec skušal ohraniti prvotno svežost originala, dokazuje vso moč pisateljske besede v odkrivanju pojavov, a socialna tendenca jo potiska, da ostaja pri tipični površini in je včasih prav blizu nevarnosti, da prevlada neobdelana snov in abstraktna ideja sočutja ali obtožbe." 
 (Jakob Šilc)
Tudi ta njegova, avtobiografska knjiga, ki je po vsebini bolj leposlovnega značaja, ima v slogu svojstva reportaže, objektivnega poročanja zunanjih dogodkov, bolj kakor subjektivnega notranjega doživetja. Tudi kadar nam pisatelj pripoveduje o dogodkih, ki so ga očitno zelo pretresli (na primer Blackloke-ova smrt), vidimo to samo po njegovi zunanji reakciji na dogodek — o svojih čuvstvih pri tem avtor ne piše in se skoraj nikjer ne spušča v psihološka razglabljanja." 
 (Olga Grahor)

### Prevodi v slovenščino
- 1933 – Smeh v džungli: Avtobiografija ameriškega priseljenca (poslovenil Stanko Leben) (COBISS)
- 1983 – prev. Rapa Šuklje (COBISS)

## Obravnave besedila

### Kritike
- Jakob Šilc, Dom in svet 1933
- Olga Grahor, Ljubljanski zvon 1933

### Študije
- Franc Zadravec. Louis Adamič in Oton Župančič. Ljubljana: 1981. (COBISS)
- Boris Paternu. Nastajanje Adamičevega sestava vrednot ob Ameriki in Jugoslaviji = The nascence of Louis Adamic's system of values with regard to America and Yugoslavia. Ljubljana: Univerza Edvarda Kardelja, 1981. (COBISS)
- Emica Antončič. Smeh v džungli: o Louisu Adamiču, ki je umrl (je bil umorjen) pred tridesetimi leti. 1981.
- Jerneja Petrič. Biografija in bibliografija Louisa Adamiča. 1983. (COBISS)
- Tine Kurent. Recepcija dveh Adamičevih romanov o resničnih dogodkih. 2003. (COBISS)
- John L. Modic. "Laughing in the Jungle: The Writer as Hero," Slovene Studies Journal, vol. 4 no. 2 (1982): 113-122.

## Diplomske naloge na temo Smeha v džungli
- Majda Klemenčič: Louis Adamič med ameriško in slovensko književnostjo. Ljubljana, 1988.
- Tom Zajšek: Louis Adamič: politična misel - prispevek k razpravi o multikulturalizmu v ZDA. Ljubljana, 2009.
- Manfred Kelc: Louis Adamič v Jugoslaviji v letih 1932-1933, v okviru jugoslovanskega časopisja in knjige, vrnitev v rodni kraj. Maribor, 1999.
- Ranka Keser: Pisateljski prijem v avtobiografski literaturi Louisa Adamiča. Ljubljana, 1984.
- Marko Srša: Jezikovna vprašanja slovenskih priseljencev v Združene države Amerike. Maribor, 2016.
- Martina Mlakar: New Deal in Slovenci v Ameriki: diplomsko delo. Maribor, 2016.
- Doris Kurnik: Louis Adamic's Laughing in the jungle and Grandsons [Elektronski vir]: Slovenian characters as immigrants and their descendants in America. Ljubljana, 2013.
- Doris Kurnik: Louis Adamic's Laughing in the jungle and Grandsons: Slovenian characters as immigrants and their descendants in America. Ljubljana, 2013.
- Saša Nosan: Louis Adamic - a literary critic, yes or no? Ljubljana, 2003.

## Zapisi o romanu v slovenskih časopisih od 1931 do 1933
- V. Kunin. Glas o Molkovih "Dveh svetovih". Delavska politika 7/104 (1932). 4.
- M. Kavčič. Nov spis Louisa Adamiča.[mrtva povezava] Jutro 13/106 (1932). 6.
- A. Andrejka. Alojzij Adamič v Sloveniji.[mrtva povezava] Glasilo K.S.K. jednote 25/84 (1932). 3.
- M. Javornik. "Smeh v džungli".[mrtva povezava] Beseda o sodobnih vprašanjih 2/4 (1933) 11–16.
- F. Kalan Knjižna poročila.[mrtva povezava] Modra ptica 4/7 (1933) 32–34.
- J. Pogačnik. Nove knjige.[mrtva povezava] Mladika 14/8 (1933) 36–37.
- P. Hugo Louisa Adamiča "Smrt na Kranjskem".[mrtva povezava] Amerikanski Slovenec 42/229 (1933) 2.
- S. V. Adamič Louis: Kriza v Ameriki.[mrtva povezava] Mladika 14/5 (1933) 36.
- J. Omahen Roman slovenskega izseljenca.[mrtva povezava] Jutro: dnevnik za gospodarstvo, prosveto in politiko 14/92 (1933) 3.